# Ker-Anna
Le Ker-Anna est un trois-mâts français d'origine nantaise qui fit naufrage à l'île de La Réunion, une colonie française du sud-ouest de l'océan Indien, le 9 décembre 1894. Parti de la rade de Saint-Denis la veille au soir, il s'échoua au petit matin sur le récif corallien à hauteur à la Pointe des Aigrettes, causant la perte de huit des quatorze personnes qui étaient à bord. Ces victimes furent enterrées au cimetière marin de Saint-Paul.